# St. Ann (Missouri)
Saint Ann és una població dels Estats Units a l'estat de Missouri. Segons el cens del 2000 tenia 13.607 habitants.

## Demografia
Segons el cens del 2000, Saint Ann tenia 13.607 habitants, 6.190 habitatges, i 3.447 famílies. La densitat de població era de 1.678,5 habitants per km².
Dels 6.190 habitatges en un 25,8% hi vivien nens de menys de 18 anys, en un 37,4% hi vivien parelles casades, en un 14,3% dones solteres, i en un 44,3% no eren unitats familiars. En el 37,3% dels habitatges hi vivien persones soles el 13,2% de les quals corresponia a persones de 65 anys o més que vivien soles. El nombre mitjà de persones vivint en cada habitatge era de 2,19 i el nombre mitjà de persones que vivien en cada família era de 2,9.
Per edats la població es repartia de la següent manera: un 22,3% tenia menys de 18 anys, un 9,5% entre 18 i 24, un 31,8% entre 25 i 44, un 20,2% de 45 a 60 i un 16,2% 65 anys o més.
L'edat mediana era de 37 anys. Per cada 100 dones de 18 o més anys hi havia 87,8 homes.
La renda mediana per habitatge era de 32.351 $ i la renda mediana per família de 41.135 $. Els homes tenien una renda mediana de 31.091 $ mentre que les dones 24.064 $. La renda per capita de la població era de 18.318 $. Entorn del 10,4% de les famílies i el 12,8% de la població estaven per davall del llindar de pobresa.

## Poblacions més properes
El següent diagrama mostra les poblacions més properes.